# 紐伯恩 (伊利諾伊州)
紐伯恩（英語：Newbern）是位於美國伊利諾伊州澤西縣的一個非建制地區。該地的面積和人口皆未知。

## 地理
紐伯恩的座標為39°00′25″N 90°20′13″W / 39.00694°N 90.33694°W，而該地的平均海拔高度為198米（即650英尺）。